# 22 minuty
22 minuty (22 минуты) (Brasil: 22 Minutos ) é um filme russo de ação e suspense dirigido por Vasiliy Serikov em 2014.